# Apodasmia chilensis
Apodasmia chilensis är en gräsväxtart som först beskrevs av Claude Gay, och fick sitt nu gällande namn av Barbara Gillian Briggs och Lawrence Alexander Sidney Johnson. Apodasmia chilensis ingår i släktet Apodasmia och familjen Restionaceae. Inga underarter finns listade i Catalogue of Life.